# Miconia martinicensis
Miconia martinicensis är en tvåhjärtbladig växtart som beskrevs av Célestin Alfred Cogniaux. Miconia martinicensis ingår i släktet Miconia och familjen Melastomataceae. Inga underarter finns listade i Catalogue of Life.